# Берьозкін Григорій Вікторович
Берьозкін Григорій Вікторович (нар. 9 серпня 1966, Москва) — російський олігарх, наближений до Володимира Путіна. Власник групи компаній ЄСН. Основні сфери діяльності компаній — нафтова промисловість та електроенергетика, медіа та венчурні інвестиції. Член ради директорів ВАТ «РЖД», опікунської ради МДУ ім. Ломоносова та Опікунської ради фонду підтримки соціального підприємництва «Назустріч змінам». Кандидат хімічних наук.
За версією російського видання «Комерсант», Берьозкін увійшов у топ-10 російських підприємців і топ-менеджерів за згадками в інтернет-ЗМІ за підсумками 2020.

## Біографія
Григорій Берьозкін народився 9 серпня 1966 року у Москві.
В 1988 закінчив хімічний факультет Московського університету за спеціальністю «нафтохімія».
З 1991 року до 1994 року працював у МДУ молодшим науковим співробітником.
У 1993 року познайомився з Романом Абрамовичем, який займався поставками нафтопродуктів із Республіки Комі.
У 1994 став заступником генерального директора «Комінафти» і одночасно її генеральним представником в Москві.
У 1995 року балотувався як незалежний кандидат у депутати Державної думи РФ.
У 1996—1997 очолював «Комі ПЕК — Москва» (структура «КоміТЕК»), яка за дорученням «Сибнафти» експортувала нафту «Ноябрьскнафтогазу».
У 1997 року консолідував у руках важелі управління «КоміТЕК» і став Головою ради директорів компанії. У тому ж році придбав «Євросєвєрнєфть» (38 %) та «СБ-траст» (29 %), надавши гарантії «Національного резервного банку» (НРБ).
У 1997—1999 роках працював головою ради директорів ЗАТ АКБ «Ухтабанк».
З 1997 року по 2005 рік голова правління ЗАТ «Євросєвєрнафта» (ЄСН).
У 1999 організував продаж холдингу «КоміТЕК» «Лукойлу».
У 2003 році Берьозкін придбав 5 % акцій РАТ ЄЕС, а через рік з вигодою перепродав їх «Газпрому».
З 2004 року до 2007 року член ради директорів РАТ ЄЕС.
У рейтингу вищих керівників — 2010 газети «Комерсант» посів II місце в номінації «Паливний комплекс».
У 2017 році купив холдинг РБК у Михайла Прохорова та газету «Діловий Петербург»; є власником видавничого дому «Комсомольська правда».

## Нерухомість
У березні 2022 року журналісти програми «Схеми» та проєкту Scanner Project у рамках циклу матеріалів «Стовпи режиму Путіна» опублікували розслідування, в якому йшлося про те, що Григорій Берьозкін має нерухомість у Франції: шість шале у Куршевелі, записані на компанію, напряму пов'язану з його родиною.

## Санкції
8 квітня 2022 року, на тлі вторгнення РФ в Україну, занесений до санкційного списку всіх країн Євросоюзу, як "провідний російський бізнесмен, якого вважають "поплічником" президента Володимира Путіна".
13 квітня 2022 року потрапив під персональні санкції Великої Британії, як бізнесмен, близький до Кремля, який отримує вигоду від режиму Володимира Путіна.
Також перебуває під санкціями Канади, Австралії, Швейцарії та України.